# Ештой
Ештой (порт. Estoi; МФА: [ʃ.ˈtoj]) — парафія в Португалії, у муніципалітеті Фару. Розташована в південній частині країни, на теренах історичної португальської провінції Алгарве. Входить до складу округу Фару. За адміністративним поділом, чинним до 1976 року, терени парафії були складовою провінції Алгарве. Належить до Фаруської діоцезії Католицької церкви. Патрон — Мартин Турський. Площа — 46,5931 км². Населення — 3652 ос. (2011). Сильно урбанізований регіон. Густота населення — 78,38 осіб/км²
. Код — 080502.
У 2013 році парафія об'єдналася в нову парафію Консейсау е Ештой. Назва парафії, яка раніше писалася «Estói», була змінена в 2004 році.

## Географія
Ештой — село муніципалітеті Фару, сільській зоні, що простягається від родючих полів Кампіна де Фару, аж до вершин Серра-ду-Монте-Фігу, які були ще з античності маяками для навігації вздовж узбережжя Алгарвійської Рив'єри.

## Архітектура

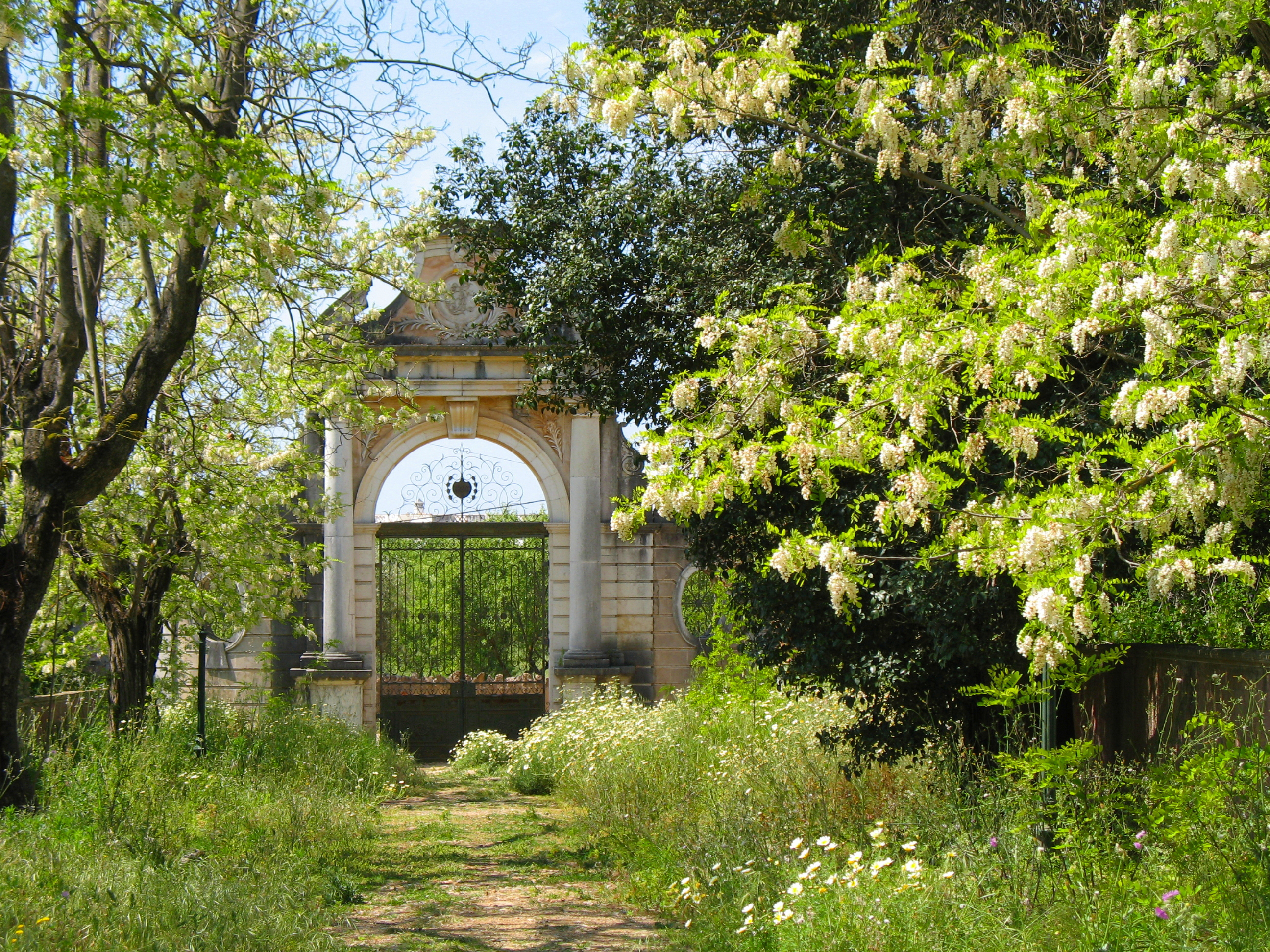
Робінія звичайна цвіте в садах Ештой

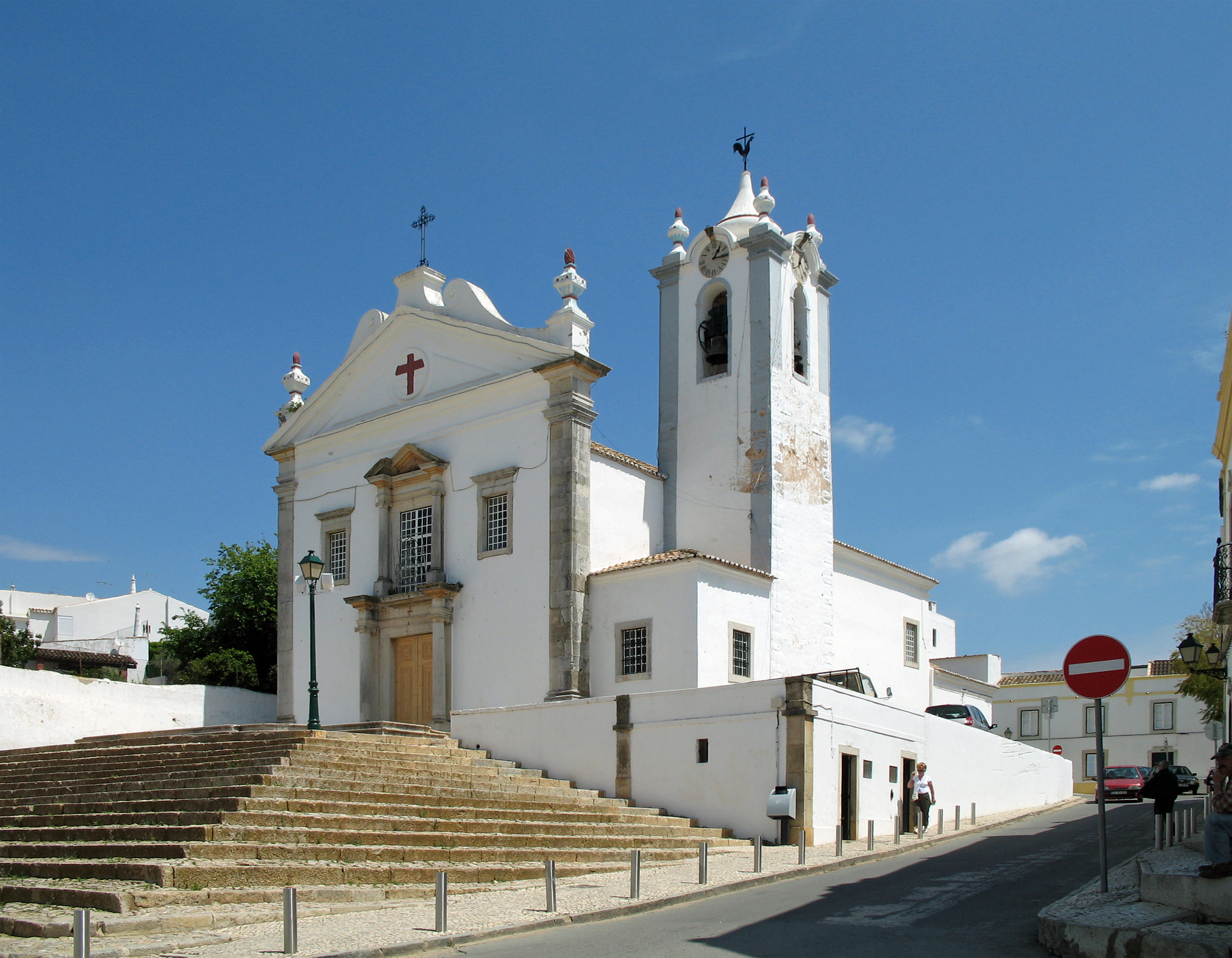
Церква Матріж де Ештой

Палац Ештой — будівля в стилі рококо, славетна своїми садами та азулєжу (синьо-біла плитка з кераміки). Палац був побудований в кінці 19 століття і є найкращим зразком такого роду архітектури в районі Фару.
У центрі міста знаходиться неокласична Церква Матріж де Ештой. Первісна церква на цьому місці датована XV століттям, але вона була значно пошкоджена після землетрусу 1755 року. Пізніше вона була відновлена, а потім у ХІХ столітті надалі оновлена в неокласичному стилі. Архітектором був італієць на ім'я Франциско Ксав'є Фабрі. Інші приклади його роботи розміщені в сусідніх містах, зокрема Арко де Віла у Фару.
На захід від містечка, в околицях Ештой, — зруйнована римська вілла Мілреу, яка дає рідкісну можливість побачити, як жили римляни в І столітті нашої ери до IV століття нашої ери. На руїнах видно характерну форму вілли з перистилу, з галереєю колон навколо двору. Розкопки виявили велику римську віллу з сусідніми будівлями. Руїни вілли Мілре показують, що територія була заселена ще в римські часи.